# 베케이션 (2006년 영화)
《"베케이션"(Vacation)》은 2006년 7월 28일에 공개 및 개봉한 대한민국의 드라마 영화 작품이다.

## 캐스팅
- 고은아 - 고수연 역 - 1989년생 뱀띠 18세 인문계 여고 2학년
- 우경하 - 우정아 역 - 1983년생 돼지띠 24세
- 박희본 - 박영심 역 - 1983년생 돼지띠 24세
- 진가영 - 진주 역 - 1989년생 뱀띠 18세 인문계 여고 2학년
  - 최진리 - 1999년 4월 중순 당시 11세 초등학교 4학년 어린 진주 역
- 유민영 - 진미나 역 - 진주의 사촌 언니(1986년생 호랑이띠 21세)
- 김현철 - 손경웅(일명 망치) 역 - 1973년생 소띠 34세

### 카메오
- 김재중(영웅재중) - 한재중 역 - 1989년생 뱀띠 18세 강원춘천상업고등학교 상업정보학과 2학년(영웅재중은 2013년 8월 이후의 기준으로, 구 동방신기 구성원.)
- 김준수(시아준수) - 이준수 역 - 1989년생 뱀띠 18세 강원춘천농업고등학교 낙농업설비학과 2학년(시아준수는 2013년 8월 이후의 기준으로, 구 동방신기 구성원.)
- 정윤호(유노윤호) - 류윤호 역 - 1989년생 뱀띠 18세 강원춘천농업고등학교 낙농업설비학과 2학년(유노윤호는 2013년 8월 이후의 기준으로도, 현재 동방신기 구성원.)
- 박유천(믹키유천) - 조유천 역 - 1989년생 뱀띠 18세 강원춘천농업고등학교 낙농업설비학과 2학년(믹키유천은 2013년 8월 이후의 기준으로, 구 동방신기 구성원.)
  - 신태훈 - 1999년 4월 중순 당시 11세 초등학교 4학년 어린 조유천 역
- 심창민(최강창민) - 황창민 역 - 1989년생 뱀띠 18세 강원춘천공업고등학교 토목건축설비학과 2학년(최강창민은 2013년 8월 이후의 기준으로도, 현재 동방신기 구성원.)